# Mon homme (chanson)
Pour les articles homonymes, voir Mon homme.
Clip vidéo
[vidéo] « Mistinguett - Mon homme (1920) », sur YouTube
[vidéo] « Mistinguett, reine des années folles - Mon Homme (2014) », sur YouTube
[vidéo] « Ella Fitzgerald - My Man », sur YouTube
[vidéo] « Billie Holiday - My Man », sur YouTube
Mon homme ou My Man (en anglais) est une chanson française réaliste des Années folles d'entre-deux-guerres, écrite par Albert Willemetz et Jacques Charles sur une musique de Maurice Yvain. Mistinguett l'enregistre en 1920, et l'interprète avec succès le 6 octobre 1920 dans leur revue théâtrale « Paris qui jazz » du Casino de Paris. C'est l'un des plus grands succès de son répertoirequi devient un standard de jazz américain notamment grâce à ses nombreuses versions jazz blues d'Ella Fitzgerald ou de Billie Holiday.

## Historique

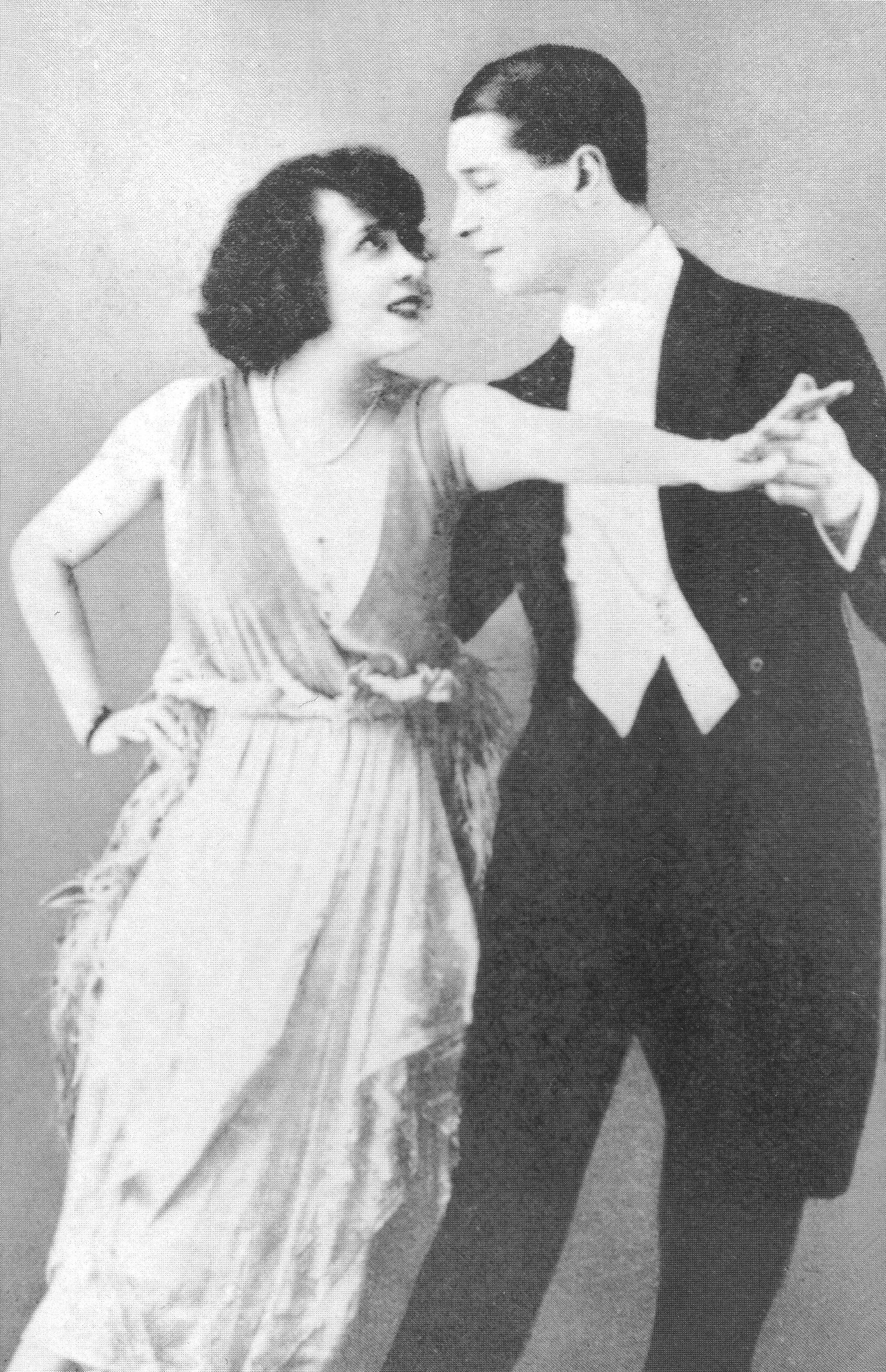
Mistinguett et Maurice Chevalier, vers 1912.

Cette chanson, écrite pour la chanteuse parisienne Mistinguett, s'inspire de la pièce de théâtre de 1920 Mon homme du théâtre de la Renaissance de Paris, d'André Picard et Francis Carco. Bien que l’intrigue de la pièce soit éloignée des paroles de la chanson, la chercheuse Kelley Conway souligne la parenté entre les deux œuvres puisque Carco explore « la confrontation entre les femmes de la classe supérieure et la pègre » et ainsi « souligne les contradictions, mais aussi les rapports, inhérents à la tradition du café-concert, qui réunit un public hétérogène de bohémiens et de bourgeois, de femmes « libérées » et d'hommes déconcertés ». La chanson aura tellement de succès qu'elle finira par être intégrée au spectacle de Carco.
Les auteurs-compositeurs Albert Willemetz, Jacques Charles et le pianiste Maurice Yvain, créent une première version de la chanson sur une musique de fox-trot. Le texte évoque alors une recette de cuisine. Face à la colère de Mistinguett, alors en vacances dans une villa normande, à qui les paroles déplaisent, les deux auteurs se ravisent. Ils consultent un livre, trouvé par hasard sur un canapé du salon de cette villa, qui évoque la pièce de théâtre éponyme Mon homme. Inspirés par ce titre qu'ils donnent à la chanson, ils réécrivent le texte tout en gardant la musique mais jouée sur un rythme plus lent. Les deux auteurs indiqueront ultérieurement qu'ils se seraient inspirés de la relation tumultueuse entre la Miss et son amant de l'époque Maurice Chevalier, pour en écrire le texte.

Mistinguett au Casino de Paris en 1920.

Cette chanson réaliste, sarcastique et autodérisoire de music-hall des Années folles est écrite sur le thème de « l'amour fou de Mistinguett pour son homme ». Elle l'interprète avec beaucoup de succès avec sa célèbre gouaille parisienne en vogue de l'époque, sur des airs comiques d'opéra bouffe. « Sur cette terre, ma seule joie, mon seul bonheur, c'est mon homme, j'ai donné tout ce que j'ai, mon amour et tout mon cœur, à mon homme, ce n'est pas qu'il soit beau, qu'il soit riche ni costaud, mais je l'aime, c'est idiot, il me fout des coups, il me prend mes sous, je suis à bout, mais malgré tout, que voulez-vous, je l'ai tellement dans la peau, que j'en deviens marteau, dès qu'il s'approche c'est fini, je suis à lui, quand ses yeux sur moi se posent, ça me rend toute chose, je l'ai tellement dans la peau, qu'au moindre mot, il m'ferait faire n'importe quoi, j'tuerais, ma foi, j'sens qu'il me rendrait infâme, mais je ne suis qu'une femme… »
Le couple de vedettes du music-hall Mistinguett et Maurice Chevalier se rencontre avec la revue des Folies Bergère et le film La Valse renversante (ou Les Danseurs obsédants) de 1912. Ils débutent alors une relation amoureuse artistique et médiatique d'environ dix ans,,,,,. Maurice Chevalier rêve de voler de ses propres ailes et se sépare de Mistinguett au début des années 1920, pour devenir la coqueluche du Tout-Paris. Il enregistre et interprète alors avec succès la version parodique de cette chanson C’est ma bonne, en 1921.

### Reprises et adaptations
Cette chanson de Mistinguett, (vedette du music hall parisien et de la chanson française de l'époque) est reprise par de nombreux interprètes, dont Maurice Chevalier (dans une version parodique « C’est ma bonne » de 1921), Patachou (1954), Arletty (1956), Colette Renard (1957), Juliette Gréco (album Les Grandes Chansons de Juliette Gréco de 1963), Mireille Mathieu (album Le Vent de la nuit de 1974, et en anglais au palais des congrès de Paris en 1986,), Nicole Martin (album Cocktail de douceur de 2010), Lea Michele (saison 2 de Glee de 2011), Carmen Maria Vega (comédie musicale Mistinguett, reine des années folles de 2014, du Casino de Paris)...

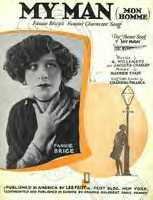
Partitions de My man par Fanny Brice.

Elle est adaptée en anglais en 1921, sous le titre My Man, par le dramaturge américain Channing Pollock, et interprétée en version jazz blues entre autres par Fanny Brice des Ziegfeld Follies de Broadway (pour la musique du film My Man, d'Archie Mayo de 1921), Ruth Etting (1927), Billie Holiday (1937), Sidney Bechet (jazz instrumental, 1949), Peggy Lee (album I Like Men! (en) 1958), Dizzy Gillespie (instrumental 1959), Barbra Streisand (album My Name Is Barbra (en) 1965), Sarah Vaughan (1967), Diana Ross (1970), Shirley Bassey (1972), Ella Fitzgerald (1977), Etta Jones (1981), Patricia Kaas (album Piano Bar 2002)...

## Distinctions
- 1999 : intronisée au Grammy Hall of Fame Awards.
- 2005 : intronisée au Registre national des enregistrements du Congrès des États-Unis.

## Spectacles musicaux
- 1920 : Paris qui jazz, revue théâtrale, du Casino de Paris, créée par Mistinguett.
- 1964 : Funny Girl, au Winter Garden Theatre de Broadway, avec Barbra Streisand dans le rôle principal.
- 2001 : Frou-Frou les Bains.
- 2014 : Mistinguett, reine des années folles, au Casino de Paris.

## Au cinéma
- 1928 : My Man, d'Archie Mayo,  interprétée par Fanny Brice.
- 1939 : Rose de Broadway, de Gregory Ratoff, interprétée par Alice Faye.
- 1968 : Funny Girl, de William Wyler, interprétée par Barbra Streisand[27].
- 1972 : Lady Sings the Blues, de Sidney J. Furie, inspiré de la vie de Billie Holiday, jouée et interprétée par Diana Ross.
- 1992 : Les Nuits fauves, de Cyril Collard, interprétée par Denis D'Arcangelo[28].
- 2004 : La Femme de Gilles, de Frédéric Fonteyne, adapté du roman de 1937 de Madeleine Bourdouxhe, à l'ouverture du film[29],[30].
- 2023 : Astérix et Obélix : L'Empire du Milieu, de Guillaume Canet[31].

## Télévision
Le 30 décembre 1975, Françoise Giroud est l'invitée de Bernard Pivot dans une émission intitulée Encore un jour et l'année de la femme, ouf ! C'est fini diffusée sur Antenne 2. Celui-ci la fait réagir à plusieurs séquences en lien avec l'Année internationale de la femme créée par l'ONU en 1975 et qui vient donc de s'écouler. Parmi ces séquences, une interprétation en direct de Mon homme par Marie-Therèse Orain accompagnée au piano par Jean Bertola. La réaction de Françoise Giroud, consistant à déclarer « Mais c’est une chanson d’amour ! » et à proposer à Bertola de chanter une version où les paroles « Mon homme » sont remplacées par « Ma môme », afin d'inverser le rapport des sexes, a fait polémique dans les milieux féministes,. La séquence, montée avec d'autres interviews de Giroud, sert notamment de base au film Maso et Miso vont en bateau réalisé par Nadja Ringart, Carole Roussopoulos, Delphine Seyrig et Ioana Wieder quelques semaines après. Dans ce film, Delphine Seyrig, « qui a enregistré l’émission sur son magnétoscope, appelle ses copines ; ensemble elles prennent rapidement la décision de faire un film en guise de réponse » afin de « démontrer que le secrétariat d’État à la condition féminine est une mystification ». Le film est un montage de séquences télévisuelles dans lesquelles Giroud apparaît en « boucles répétitives jusqu’à une dizaine de fois, [avec] ajout de cartons soulignant le grotesque ou la grossièreté des propos [...]. Le montage procède aussi par l’ajout de mélodies populaires ou par la répétition en boucle de refrains chantés et ce afin de scander des assertions qui nous laissent sans voix, assourdis par le bruit des lieux communs », refrains parmi lesquels celui de Mon homme qui est ainsi omniprésent dans le film.

## Littérature
Le roman La Femme de Gilles de Madeleine Bourdouxhe de 1937 (adapté en 2004 en film La Femme de Gilles, de Frédéric Fonteyne) qui fait une comparaison entre Victorine, un des personnages principaux, et Mistinguett, a été rapproché du texte de Mon homme qui, selon le chercheur Sorin C. Stan, « compte plus d᾿une ressemblance avec la trame romanesque [du roman en question] », ayant en commun « la dénonciation d᾿un amour tyrannique qui rend la femme prisonnière de l᾿homme aimé ».

## Analyse
Les paroles évoquent l'amour inconditionnel d'une femme pour « [son] homme». La première strophe est répétée au début de la chanson
« 
Sur cette terre, ma seule joie, mon seul bonheur

C'est mon homme

J'ai donné tout ce que j'ai, mon amour et tout mon cœur

À mon homme... »
Dès la quatrième strophe le texte indique que, même si l'interprète qui déclare son amour est battue, spoliée, elle reste très attachée, en précisant « Je l'ai tellement dans la peau - Qu'j'en suis dingo », répétant de très nombreuses fois la petite phrase à la façon d'un leitmotiv : « C'est mon homme, c'est mon homme, c'est mon homme ».
Pour la chercheuse Kelley Conway, « la chanson raconte l'histoire, si typique de la chanson réaliste, d'une femme sous la coupe de son homme ». Celle-ci fait toutefois remarquer que « bien que les paroles de la chanson soient tout à fait dans la tradition de la chanson réaliste, l'interprétation de Mistinguett occupe un registre différent, plus comique que [par exemple] l'interprétation de La Sérénade du pavé de Buffet ou de Où sont tous mes amants ? de Fréhel » (que Maurice Chevalier a quitté en 1911 pour son histoire d'amour avec Mistinguett). De même, Lucienne Cantaloube-Ferrieu affirme que, dans les chansons de Mistinguett, « la vérité et la satire sociale affleurent sous le sourire qui raille. Lorsqu’elle chante J’en ai marre ou Mon homme, sa voix, le ton, la démarche font naître un sourire qui écarte le mélodrame facile et c’est alors peut-être que, plus durement et le mieux, Mistinguett représente, comme le pensait Pierre Mac Orlan « l’expression stylisée pour le music-hall d’un subconscient infiniment tragique ». Cantaloube-Ferrieu cite ici le poète et parolier Pierre Mac Orlan qui a également écrit à propos des interprétations de Mistinguett :

« Si, dans ses chansons — fort bien faites d’ailleurs —, Mlle Mistinguett évoque, le plus souvent, une silhouette de pauvresse sous la bise, c’est avec les mains violettes d’avoir tenu les premiers brins de muguet et la voix douloureuse pour avoir crié L’Intran qu’elle nous offre le cœur toujours inédit d’une fillette de Belleville à qui rien n’interdit un avenir doré. »

— Pierre Mac Orlan
Pour Conway, l'interprétation de Mistinguett « distante du matériel musical et textuel » s'explique par le souci d'entretenir « son image de star ». Selon la chercheuse, « sa personnalité était toujours « plus grande » que n'importe quelle chanson ou revue individuelle qui mettait en valeur son talent ». Le décalage entre le contenu des chansons du répertoire faubourien et la starification des chanteuses est critiqué à la fin des années 1920, notamment par Pierre Bost ciblant notamment Mon homme de Mistinguett.